# Der fremde Fürst
Der fremde Fürst ist ein deutscher Spielfilm aus dem Jahr 1918 von und mit Paul Wegener.

## Handlung
Wie der Untertitel verheißt, handelt es sich hier um ein „Drama der Rassengegensätze“.
Erzählt wird die Geschichte des Hidde Yori, des dunkelhäutigen Sohnes eines Inselfürsten. Yori ist der Thronfolger eines winzigen Paradieses und befindet sich gerade auf Geschäftsreise in Europa, als er sich in die hellhäutige Eva, die Tochter eines wohlhabenden deutschen Kaufmanns, verliebt. Ihr Vater sieht diese Verbindung ganz und gar nicht gern, hat er sich doch etwas ganz anderes als Schwiegersohn erträumt. Der alte Brodersen versucht, auf seine Tochter in seinem Sinne einzuwirken. Doch Eva hat ihren eigenen Kopf. Sie hat sich in den exotischen Mann aus einer fernen Welt verliebt und folgt Yori. 
Doch Brodersen gibt nicht auf und versucht das Glück, das ihm wie eine einzige große Mesalliance erscheint, zu torpedieren, indem er Eva den Geldhahn zudreht. Eva Brodersen erhält nunmehr keinerlei finanzielle Unterstützung mehr, sodass ihr junges Glück rasch in schwere Turbulenzen gerät. Bald muss sie große wirtschaftliche Not erleiden, zumal ihr Fürstensohn zwar mächtig, aber alles andere als reich ist. Sie beschließt eine Arbeit zu suchen und beginnt sich als exotische Tänzerin in einem Varieté zu verdingen. Yori selbst wird opiumsüchtig und traktiert Eva mehr und mehr mit seiner überbordenden Eifersucht. Schließlich trennt sie sich von Yori und kehrt zu Heim und Vater zurück. Yori, der diesen Verlust nicht verkraften kann, verfällt schließlich dem Irrsinn und stirbt.

## Produktionsnotizen
Der ursprünglich vieraktige Film entstand in der Endphase des Ersten Weltkriegs im Sommer 1918 im Ufa-Union-Atelier in Berlin-Tempelhof. Er passierte die Zensur im September 1918, erhielt Jugendverbot und wurde zwei Monate später im U.T. Kurfürstendamm uraufgeführt. Einer Neuzensur wurde er am 21. Mai 1921 unterzogen. Der Film wurde diesmal auf fünf Akte erweitert.
Wie so häufig während des Krieges arbeiteten Wegener, die Scherenschnittspezialistin und Titeldesignerin Lotte Reiniger und der Bühnenbildner Rochus Gliese auch hier eng zusammen. Gliese schuf die Filmbauten und übernahm mit dem Part des Düssing überdies eine tragende Nebenrolle. 
Der fremde Fürst, ein wenig beachtetes Nebenwerk, gehört zu den unbekanntesten Inszenierungen des Schauspieler-Regisseurs Wegener und wurde auch von der Kritik kaum wahrgenommen, zumal der Film in der äußerst turbulenten Übergangszeit vom Kriegsende zur Ausrufung der Republik uraufgeführt wurde.